# Concha Alós
María Concepción Alós Domingo, més coneguda com a Concha Alós, (València, 27 de maig de 1927 - Barcelona, 1 d'agost de 2011) va ser una escriptora valenciana.
Si bé va néixer a València, va viure gran part de la seva vida a Barcelona. El 1962 es va donar a conèixer amb la novel·la Los Enanos, i a continuació amb Los cien pájaros, el 1963. L'èxit que va aconseguir amb els seus primers treballs es va consolidar en guanyar, el 1964, el XIII Premi Planeta per la novel·la Las hogueras.
Part de la seva infantesa va transcórrer a Castelló de la Plana, en el si d'una família obrera republicana. A causa dels bombardejos de les forces nacionalistes durant la Guerra Civil la família es va traslladar a Llorca (Múrcia). Aquesta fugida i la tornada al final de la guerra són el tema central de la seva novel·la El caballo rojo. Va ser l'esposa i difusora de l'obra de l'escriptor, periodista i crític literari Baltasar Porcel, de qui va traduir part de la seva obra del català al castellà. Es van conèixer mentre Porcel treballava com a tipógraf en el diari mallorquí Baleares, propietat del primer marit d'Alós. Anys després, tots dos escriptors també es van divorciar.
La seva obra es va emmarcar dins del realisme i del testimoniatge social. Va tractar amb un llenguatge directe temes poc habituals en la literatura espanyola de l'època, com el sexe, l'homosexualitat i la prostitució. Per això, va tenir problemes amb la censura franquista, però, malgrat tot, les seves obres van ser èxits de venda els anys 60 i 70.

## Obres
- Cuando la luna cambia de color (1958) Novel·la.
- Los enanos (1962) Novel·la.
- Los cien pájaros (1963) Novel·la.
- Las hogueras (1964) Novela. (Guanyadora del XIII Premi Planeta)
- El caballo rojo (1966) Novel·la.
- La madama (1969) Novel·la.
- Rey de Gatos. Narraciones antropófagas. (1972) Contes.
- Os habla Electra (1975) Novel·la.
- Argeo ha muerto, supongo (1982) Novel·la.
- El asesino de los sueños (1986) Novel·la.